# Balão (bexiga inflável)

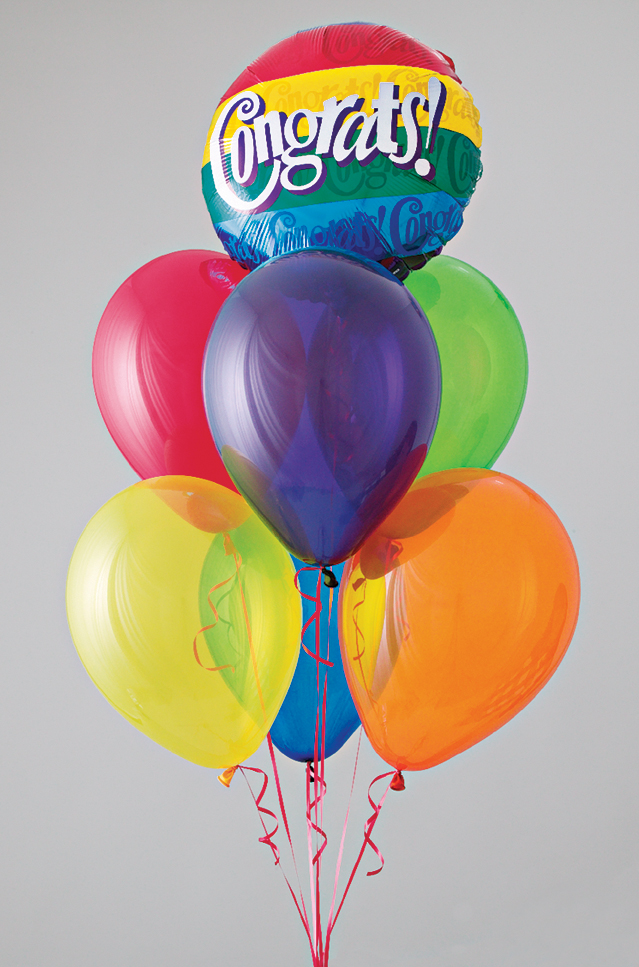
Balões são usados em ocasiões especiais, por exemplo, aniversários ou feriados

Um balão, também conhecido como bexiga inflável, bola de soprar ou simplesmente bexiga, é um saco inflável flexível cheio com um gás, tal como hélio, hidrogênio, óxido nitroso, oxigênio ou ar. Balões modernos podem ser feitos a partir de materiais como borracha, látex, ou um tecido de nylon, enquanto alguns balões iniciais foram feitas de bexigas vísceras de animais, como a bexiga de porco. Isso mesmo, vísceras de diferentes animais,os quais forneciam vários diâmetros, porém, sem muita elasticidade. O balão de borracha, por sua vez, tem-se notícia de que foi inventado pelo professor Michael Faraday em 1824, para experimentos com hidrogênio. O balão para uso de brincadeiras (balão de festa) foi introduzido no ano seguinte, por Thomas Hancock. Somente no final dos anos 50, foi que várias empresas começaram a negociar os balões, os quais atualmente são utilizados por decoradores. O inventor deste formato de balão é desconhecido, mas sua origem abriu as portas para uma nova arte! Hoje, contamos com uma imensa variedade e tipos de balões, assim como uma enorme paleta de cores!
Fonte: https://www.danpierre.com.br/single-post/balao-historia?_amp_